# Lankascincus fallax
Espèce
Synonymes
- Lygosoma fallax Peters, 1860
- Sphenomorphus rufogulus Taylor, 1950

Lankascincus fallax est une espèce de sauriens de la famille des Scincidae.

## Répartition
Cette espèce est endémique du Sri Lanka.

## Publication originale
- Peters, 1860 : Verzeichnis der v. Schmarda aus Ceylon gesammelten Amphibien, und Beschr. d. neuen Arten. Monatsberichte der Königlichen Preussischen Akademie der Wissenschaften zu Berlin, vol. 1860, p. 182-186 (texte intégral).